# José Manuel Lechado García

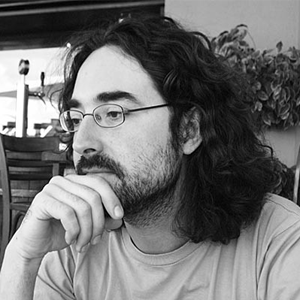
José Manuel Lechado en 2015

José Manuel Lechado García (Madrid, 17 de mayo de 1969) Escritor español especializado en ensayo histórico y político. También escribe relatos y novelas. Es licenciado en Filología Árabe e Islam por la Universidad Autónoma de Madrid.
Ocupado durante algunos años en actividades diversas como editor de fanzines, pintor y músico de rock, también se ha dedicado a la hostelería y a la compra-venta de antigüedades. 
Publicó su primer libro, Diccionario de Eufemismos y expresiones eufemísticas del español actual, en el año 2000. A partir de ese momento concentró sus esfuerzos en la actividad literaria e investigadora, publicando varios ensayos dedicados fundamentalmente a temas históricos y políticos.
Sus trabajos literarios se centraron en un primer momento en los problemas relacionados con la globalización (mundialización), abordada desde un punto de vista no convencional. Globalización y gobernanzas: ¿una amenaza para la democracia? (2003), y La globalización del miedo (2005), son sus dos títulos más destacados en este terreno. En el primero trata el problema de la pérdida de la soberanía popular debido al poder creciente de las instituciones supranacionales. En el segundo aborda desde una perspectiva poco usual el problema del terrorismo. En ambas obras denuncia el deterioro constante del sistema de derechos y libertades en las sociedades modernas bajo la excusa de la liberalización del mercado y la seguridad ciudadana.
También ha publicado libros sobre otros temas, como el Diccionario Espasa de símbolos, señales y signos (2003), o el extraño ¿Estética o antiestética? (2005). La Movida: una crónica de los 80 (2005), dedicado a la Movida madrileña, constituye su título de mayor éxito, una novedosa aproximación a aquel periodo de la Historia de España a menudo excesivamente cargado de hagiografía. En abril de 2013 se publicó su segundo título sobre este tema: La Movida... y no sólo madrileña, con prólogo de Germán Coppini.
Otros títulos importantes son Traidores que cambiaron la Historia (2006, reeditado en 2016), y el libro de viajes El camino del Cid, aparecido en 2007, coincidiendo con el octavo centenario del Poema de Mío Cid.
Más polémico es su ensayo El mal español. Historia crítica de la derecha española (2011), en el que aborda el papel de la derecha como causante de la eterna crisis de España. En la misma línea puede considerarse su Diccionario de tiranos (2016), en el que trata el carácter difuso de problemas como el concepto de autoridad y la tiranía.
En 2018 publicó Científicas: una historia, varias injusticias, obra histórica en la que glosa la trayectoria de numerosas científicas pertenecientes a todas las épocas y culturas dentro de un análisis crítico de las causas por las que el papel de la mujer en la ciencia ha sido menospreciado hasta fecha reciente.
Aparte de esto, es autor de varios opúsculos sobre temas históricos: La gran aventura de los vikingos en España (2012), La gran aventura de los samurais en España (2013), Un paseo histórico por el siglo de los indomables (2014); La apasionante aventura de los perros en la guerra (2014), Un siglo para la Historia (2017), Un paseo por el cielo (sobre vidrieras góticas, 2017), todos ellos ediciones no venales con Editorial Planeta y el último escrito en colaboración con Asun G. Robles. 
En enero de 2014, coincidiendo con el centenario de la I Guerra Mundial, publicó Crónica de la Guerra Europea 1914-1918, un amplio resumen comentado de la gran obra periodística de Vicente Blasco Ibáñez como corresponsal de guerra durante el conflicto que arrasó Europa a principios del siglo XX. Con este trabajo José Manuel Lechado ha procurado recuperar un título injustamente olvidado de uno de los más importantes escritores españoles. En 2017 continuó esta labor arqueológica con la publicación de La Revolución Rusa de 1917, compilación de las noticias ofrecidas por Blasco Ibáñez sobre los sucesos revolucionarios rusos.
En 2006 comenzó la carrera de Dramaturgia en la Real Escuela Superior de Arte Dramático de Madrid. Ha realizado adaptaciones de El rey Lear (W. Shakespeare), Sublime decisión (M. Mihura) y los Pasos de Lope de Rueda en el Teatro de El Soto (Móstoles), en 2008, 2009 y 2010 respectivamente, bajo la dirección de Rosa Fernández. Adaptó también, para el teatro de la Resad de Madrid, Luces de bohemia (Valle-Inclán, 2009, con dirección de Andrés Vicente), y Cabaret (2010, en colaboración con Diana I. Luque y bajo la dirección de Rosa Fernández). En mayo de 2010 estrenó la obra La madre que nos parió (escrita en colaboración con otros autores) en el Teatro San Martín de Caracas (Venezuela), dentro del Proyecto Madre: Obras María. Durante la primavera de 2014 se estrenó su texto «El peñón es nuestro», dirigido por Rosa Fernández y producido por Coarte Producciones, que se mantuvo en cartel hasta mediados de 2015.
Como orador cabe señalar sus conferencias sobre la Movida en los cursos de verano del Colegio de España de París (mayo de 2006), la Universidad Rey Juan Carlos (mayo de 2007) y la Universitat Rovira i Virgili (julio de 2010). 
Aparte de su labor ensayística, ha publicado relato corto y artículos de investigación en diversas revistas y en páginas como iniciativadebate.org, rebelion.org y otras. A partir de enero de 2025 inició una colaboración semanal en el Diario del Alto Jalón, con artículos dedicados a la conservación del patrimonio histórico y natural.
Ha obtenido varios premios literarios, entre los cuales cabe destacar el I Premio de Ensayo Obra Social Caja de Madrid, en 2003, con el libro «Globalización y gobernanzas». Ha sido también finalista del Premio Río Manzanares de Novela 2005, con su obra La cuarta salida (escrita en colaboración con su amigo Alejandro Tucho) y finalista en 2013 del Premio Incontinentes de Novela Erótica, con Cuando nada se sabe. Sin embargo, considera que el galardón que más aprecia fue el Primer Premio de Relatos que le concedió en 1997 la revista Beleño, por su cuento ecologista El año de la cosecha. En octubre de 2021 ganó el premio Sed de Mal, de novela negra, en el marco del festival Octubre Negro 2021, con su novela La mordaza.
Fue precisamente a partir de ese año que comenzó su lanzamiento como autor de novelas con la indicada La mordaza y, sobre todo, con la publicación en octubre de 2021 de la novela histórica El imperio sin sol, primera parte de las aventuras de su personaje Moisés el cetinero, pícaro aragonés del siglo XVI que se ve metido en toda clase de intrigas durante la tormentosa expansión del imperio español.
En 2023 apareció la segunda parte de esta aventura histórica, titulada Equinoccio. Ha publicado también los libros de relatos Cuentos de niños para padres (2015), escrito en colaboración con sus amigos Emilia Arrebola y Alfredo Arrabal, así como La trama idiota (Idiot Plot) (2016), donde en tono desenfadado satiriza algunas de las grandes tramas de la literatura y el cine contemporáneos. 
Más allá de su labor literaria, José Manuel Lechado es uno de los promotores de Jardines de Babilonia, proyecto de jardinería vecinal comunitaria en el pueblo de Fuencarral (Madrid), donde residió durante muchos años y hacia el que siente una fuerte vinculación. El proyecto ha merecido el reconocimiento del Ayuntamiento de la capital española y, en particular, de la asociación Ciudad Huerto. El objetivo de Jardines de Babilonia, proyecto que viene desarrollándose desde el año 2017, es recuperar espacios urbanos sin uso y potenciar las buenas relaciones entre los vecinos.